# Дьомаендрйод

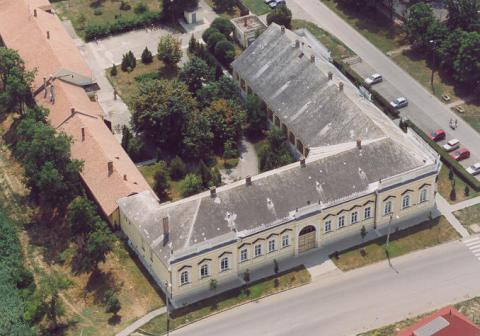
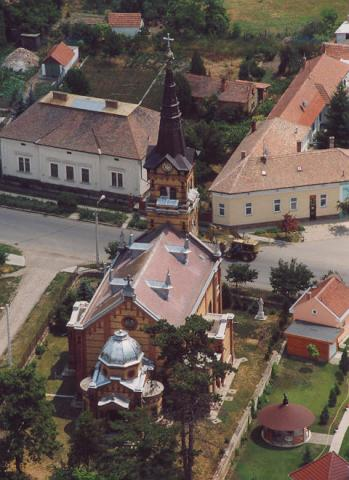
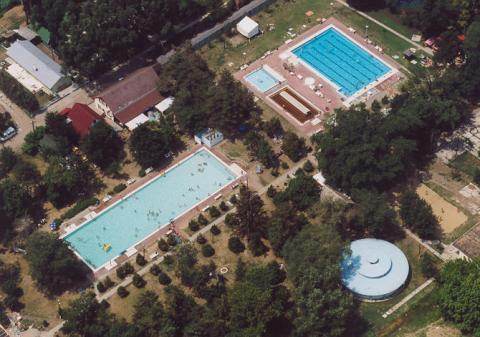

Дьомаендрйод (угор. Gyomaendrőd) — місто в медьє Бекеш в Угорщині на річці Кйорйош. Місто займає площу 303,98 км², на якій проживає 15 095 мешканців.
| Угорщина | Це незавершена стаття з географії Угорщини. Ви можете допомогти проєкту, виправивши або дописавши її. |